# Mannophryne riveroi
Espèce
Synonymes
- Prestherapis riveroi Donoso-Barros, 1965

Statut de conservation UICN

 EN B1ab(iii) : En danger
Mannophryne riveroi est une espèce d'amphibiens de la famille des Aromobatidae.

## Répartition
Cette espèce est endémique du Cerro Azul dans la péninsule de Paria au Venezuela. Elle se rencontre de 400 à 1 000 m d'altitude dans l'État de Sucre.

## Étymologie
Cette espèce est nommée en l'honneur de Juan Arturo Rivero.

## Publication originale
- Donoso-Barros, 1965 : Nuevos reptiles y anfibios de Venezuela. Noticiario Mensual Museo Nacional de Historia Natural (Santiago, Chile), vol. 9, no 102, p. 1-2.